# Кингман (Канзас)
Кингман (енгл. Kingman) град је у америчкој савезној држави Канзас.

## Демографија
По попису из 2010. године број становника је 3.177, што је 210 (-6,2%) становника мање него 2000. године.
| Група             | 2000.         | 2010.         |
| Белци             | 3.257 (96,2%) | 3.023 (95,2%) |
| Афроамериканци    | 7 (0,2%)      | 4 (0,1%)      |
| Азијати           | 17 (0,5%)     | 12 (0,4%)     |
| Хиспаноамериканци | 65 (1,9%)     | 86 (2,7%)     |
| Укупно            | 3.387         | 3.177         |